# Karen Souza

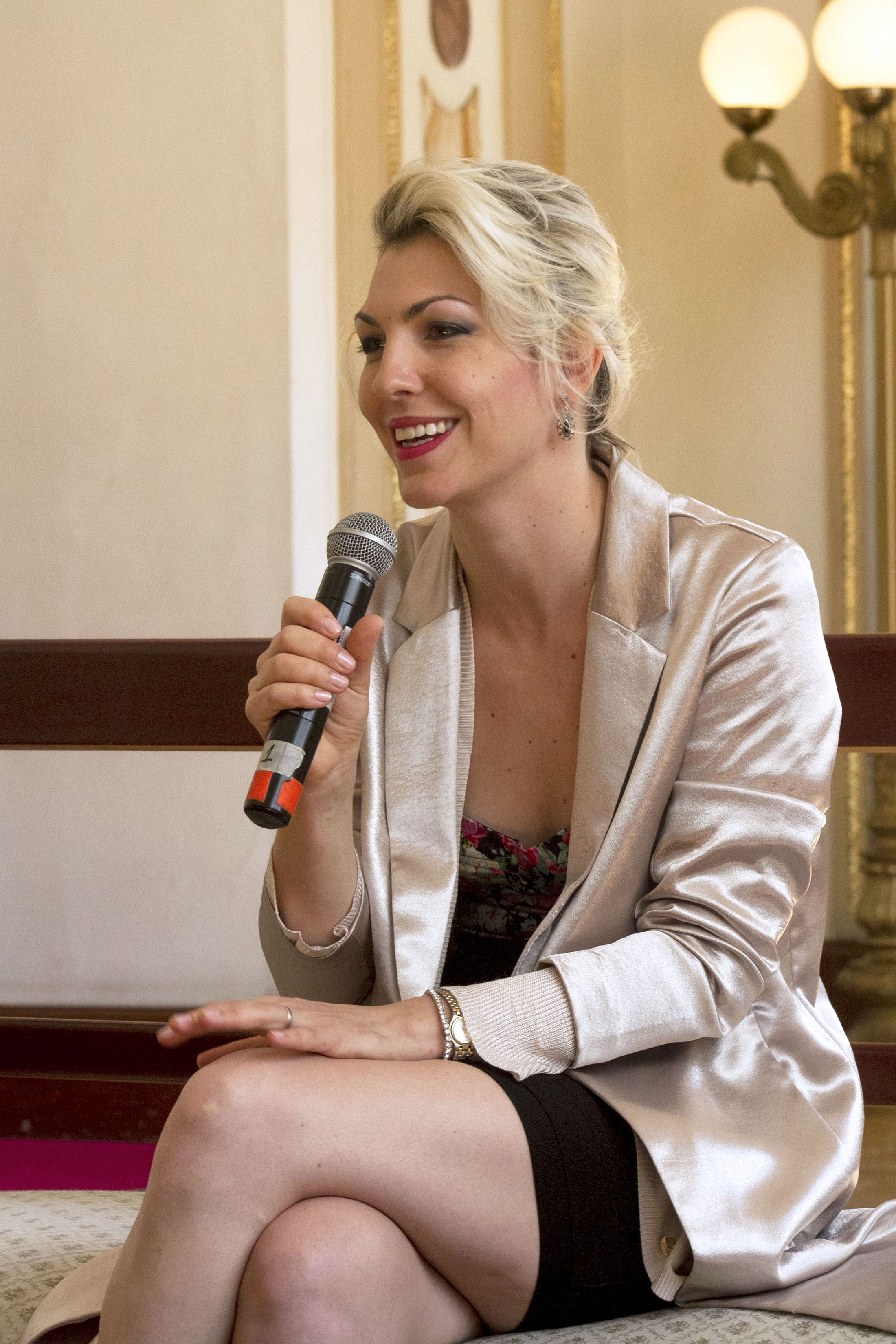
Karen Souza (2016)

Karen Souza (* 10. Januar 1984 in La Pampa) ist eine argentinische Popjazz- und Bossa-Sängerin.

## Wirken
Souza begann ihre Karriere als Studiosängerin: Unter den Pseudonymen Privé, Pacha Ibiza und FTV (FashionTV) sang sie Lounge-Jazz-Versionen von älteren Hits, wie z. B. Do You Really Want to Hurt Me vom Culture Club. Dies führte 2005 zu ihrer Einladung zum Sampler Jazz and ’80s, auf dem sie Personal Jesus von Depeche Mode und Every Breath You Take von The Police interpretierte.
2010 hatte Souza mehrere Auftritte im Blue Note in Tokio und erhielt anschließend einen Vertrag von JVC Victor Japan. Bisher (2019) legte sie sechs Alben unter eigenem Namen vor: Neben Jazz-Versionen von Hits vor allem der 1980er Jahre, zunächst auf den beiden Essentials-Alben, umfasste ihr Repertoire auf dem in Los Angeles produzierten Album Hotel Souza und teilweise auch auf Velvet Vault eigene Songs. Souza war auch in Lateinamerika auf Tournee, etwa in Venezuela und Brasilien. 2013 tourte sie zwei Monate lang durch Mexiko.
Souzas Version von Creep verwendete Terry Gilliam in seinem Spielfilm The Zero Theorem (2013). Sie hatte auch einen Auftritt in der Filmkomödie George Biddle, CPA.

## Diskographische Hinweise
- Essentials (Music Brokers, 2011)
- Hotel Souza (Music Brokers, 2012)[7]
- Essentials II (Music Brokers, 2014)
- Velvet Vault (Music Brokers, 2018)[2]
- Language of Love (Victor, 2020)
- Suddenly Lovers (Victor, 2023)

## Auszeichnungen für Musikverkäufe
| Goldene Schallplatte - Spanien - 2025: für die Single Every Breath You Take |

| Land/RegionAuszeichnungen für Musikverkäufe (Land/Region, Auszeichnungen, Verkäufe, Quellen) | Gold  | Platin | Verkäufe | Quellen             |
| -------------------------------------------------------------------------------------------- | ----- | ------ | -------- | ------------------- |
| Spanien (Promusicae)                                                                         | Gold1 | —      | 30.000   | elportaldemusica.es |
| Insgesamt                                                                                    | Gold1 | —      |          |                     |